# Berberis tarokoensis
Berberis tarokoensis là một loài thực vật có hoa trong họ Hoàng mộc. Loài này được S.Y.Lu & Yuen P.Yang mô tả khoa học đầu tiên năm 1996.